# Sixten Sparre
Bengt Edvard Sixten Sparre (født 27. september 1854 i Malmø, død 19. juli 1889 i Nørreskov på Tåsinge i Danmark ved selvmord) var en svensk dragonløjtnant og morder, mest kendt for sin hemmelige og fatale kærlighedsaffære med den danske linedanserinde Elvira Madigan.
Sixten var af en gammel adelsslægt og ældste søn af kammerherre Sigge Sparre og fru Adelaide Sparre. I 1873 lod han sig indskrive ved de Skånske Dragoner i Kristianstad. I 1875 tog han modenhedseksamen, og i 1876 blev han officer. I 1887 var han avanceret til løjtnant af anden klasse.
Den 29. september 1880 blev Sixten gift med Luitgard Adlercreutz fra Vetlanda. Parret fik en pige og en dreng. Ægteskabet forblev dog kærlighedsløst.
Ved et cirkusbesøg i Kristianstad i 1888 forelskede han sig i den danske linedanserinde Elvira Madigan, som var steddatter af cirkusdirektør John Madigan. De to indgik i et romantisk forhold, som blev opretholdt ved brevveksling efter cirkuset var draget videre fra Kristianstad. I juni 1889 tog de først til Stockholm og dernæst over København til Svendborg, hvor de indlogerede sig på et hotel som brudepar. Men deres penge var snart brugt. På en skovtur den 19. juli 1889 på Tåsinge medbragte Sixten sin tjenstrevolver med hvilken han først skød Elvira Madigan og dernæst sig selv.
Ved Sixten's navn i Landet Sogn kirkebog er anmærkningen følgende: "Selvmord ved Skud gjennem Munden". (ved Elvira's navn i samme kirkebog læses anmærkningen: "Myrdet ved Skud gjennem højre Øre".)
Sixten er begravet med Elvira Madigan på Landet Kirkegård. Desuden er opstillet et mindesmærke i Nørreskov, hvor deres lig blev fundet.
Slægten efter Sixten Sparre og Luitgard Adlercreutzs to børn lever i Sverige.
I sin dagbog havde Sixten noteret:
| Citat | 11. juli 89. Til min ven John Rothstein fra Sixten, som sluttede først; Der findes ikke et menneske, som gør dig godt uden beregning – alle er ågerkarle af fineste slags. Sådan er livet fra a til å. Når et menneske fødes jubler man; når et menneske dør græder man – det burde være omvendt. | Citat |
|       | |       |